# Tastil
|  | Per a altres significats, vegeu «tastils». |

Tastil, declarat Monument Històric Nacional per Decret 114 del mes de desembre de 1997, va ser la ciutat precolombina més gran situada en l'actual territori argentí.

## Les ruïnes
S'estima que en els seus moments d'apogeu, a finals del segle xv, la població de Tastil superava els dos milers d'habitants.
Les ruïnes se situen a 3.200 msnm al Departament Rosario de Lerma, provincia de Salta, nord de la República Argentina; més precisament a la quebrada del Toro per la qual transcorre el riu Toro, abans del pendent de Muñano on s'entra a la puna pròpiament dita, a la zona de contacte occidental de la Puna d'Atacama amb les valls Calchaquíes (o zona de la pre-puna). Se situa a la vora de la RN51, que uneix la ciutat de Salta amb Xile pel Pas de Sico.
La superfície es troba coberta per nuclis habitacionals, formats per 440 habitatges que van ser construïts amb lloses de pedres sense argamassa, recintes diversos i carrers sinuosos que condueixen a espais on tenien lloc les activitats comunals i públiques tendint a convergir en una plaça central, així com llocs de molta de grans (quinoa, blat de moro), corrals de llames i places secundàries. A la plaça principal es troba la pedra sagrada (wanka) on es realitzaven les pràctiques rituals.
Tastil, ciutat que va ser habitada per l'ètnia dels atacamenys (atacamas o lickan antai) va ser abandonada abans de l'arribada dels espanyols. Els estudis indiquen que aquest abandonament es va deure a la invasió de l'Imperi Inca iniciada precisament al segle d'apogeu de la ciutat. No sembla haver-se produït cap abandonament voluntari per part dels pobladors originals sinó que aquests van ser reduïts a la categoria de mitmakuna (mitimaes) i segons les conveniències d'explotació territorial del Tahuantinsuyu, diferents de les dels lickan antai, la població va ser desarrelada i forçada a emprendre formes de cultiu i distribució territorial que beneficiaven als inques.
El senyoriu de Tastil no es limitava a la ciutat, sinó que abastava una àrea d'influència en el qual se suposa vivien unes 3.000 persones. Els llocs de producció agrícola se situaven al peu del Nevado de Acay, al peu del Paño i al peu de Potrero. Aquests centres proveïen de productes agrícoles a Tastil i a les poblacions subordinades de Puerta Tastil i Morohuasi. El lloc de Tinti (situat a la vall de Lerma) sembla que també depenia del senyoriu de Tastil.
Les ruïnes de Tastil van ser redescobertes pel suec Eric Boman el 1903 i reconstruïdes en part el 1967 per un equip encapçalat pel professor Mario Cicliano de la Universitat Nacional de la Plata.

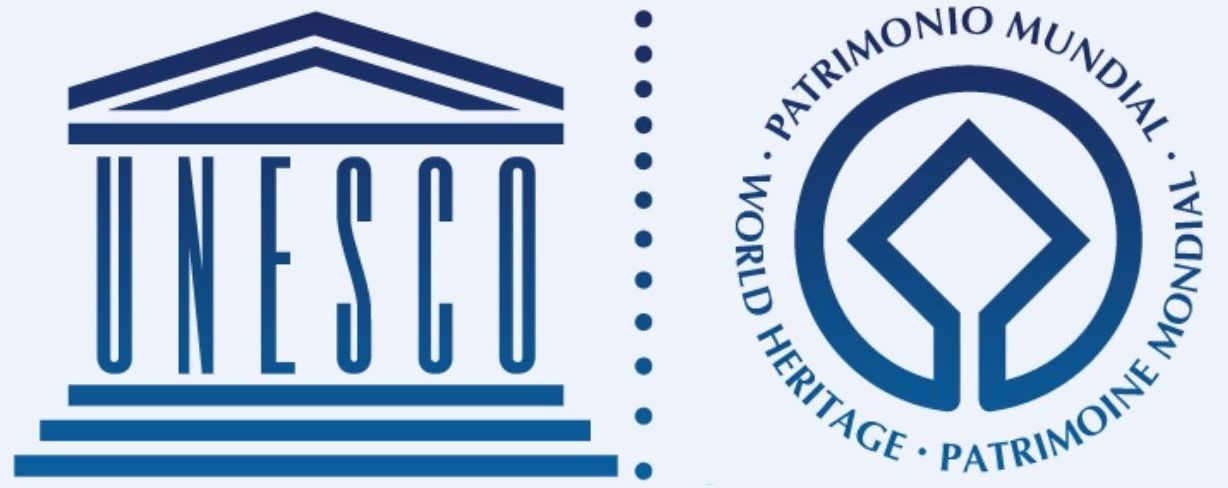
Les Ruïnes de Tastil formen part del Qhapaq Ñan (sistema vial andí), inscrit el 2014 com bé cultural 1459 de la Unesco.
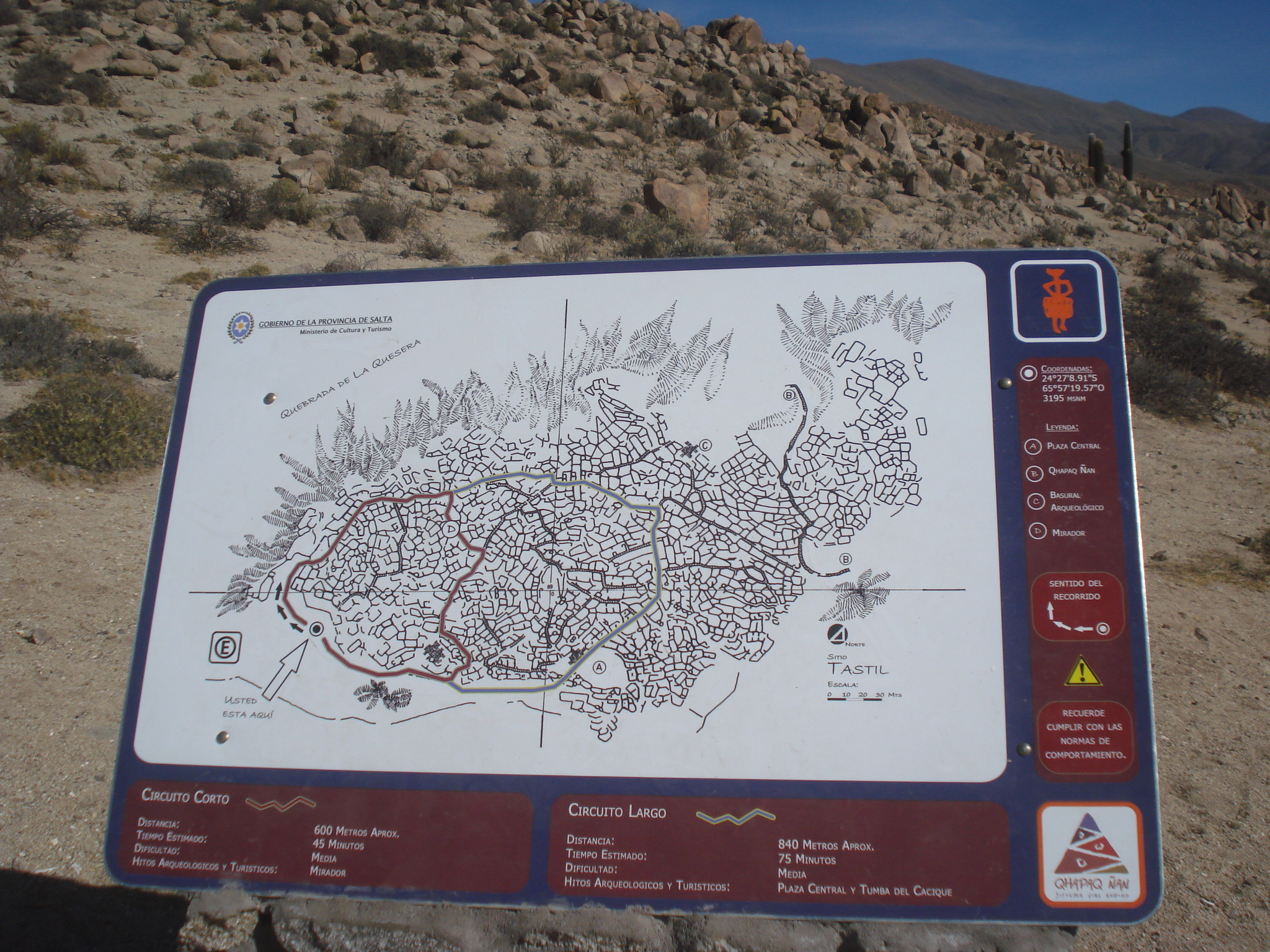
Mapa de les ruïnes
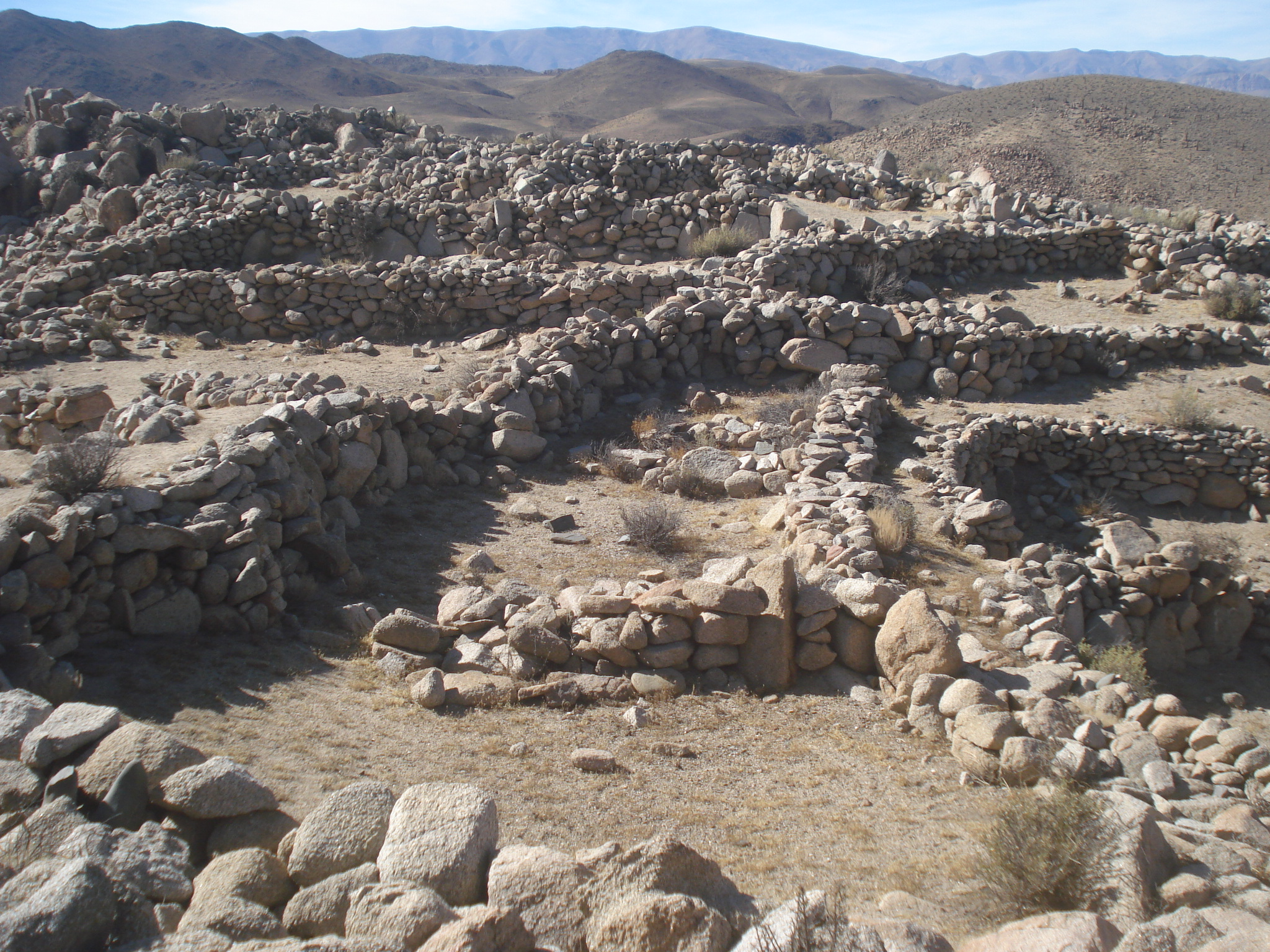
Vista de les ruïnes

## Santa Rosa de Tastil
El petit poble de Santa Rosa de Tastil, situat molt proper a les ruïnes (2.500 m per sota de les ruïnes) compta actualment amb una petita escola, lloc sanitari, correus, una església, un lloc policial i un museu.

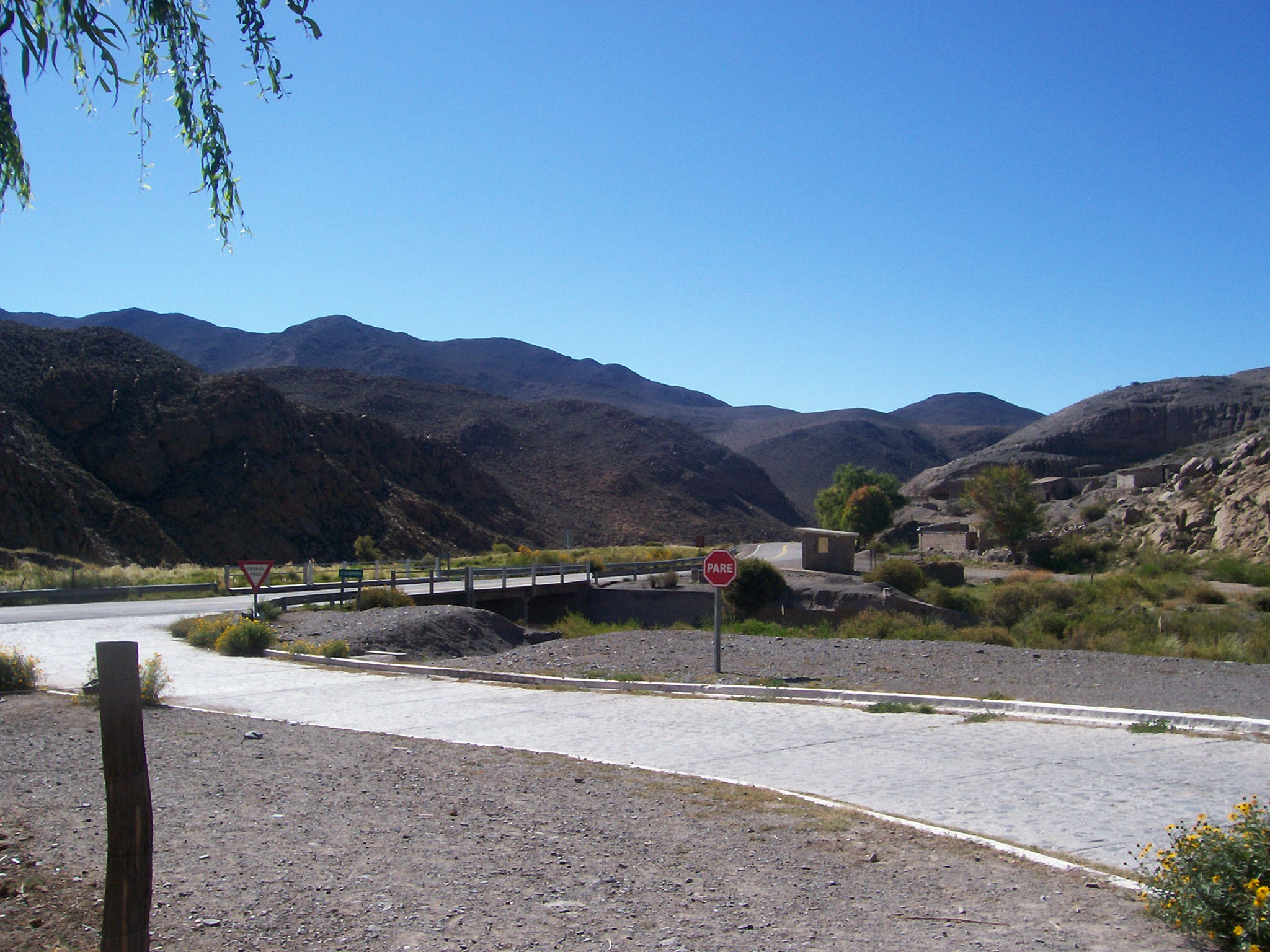
Vista de les ruïnes de Tastil des de Santa Rosa de Tastil
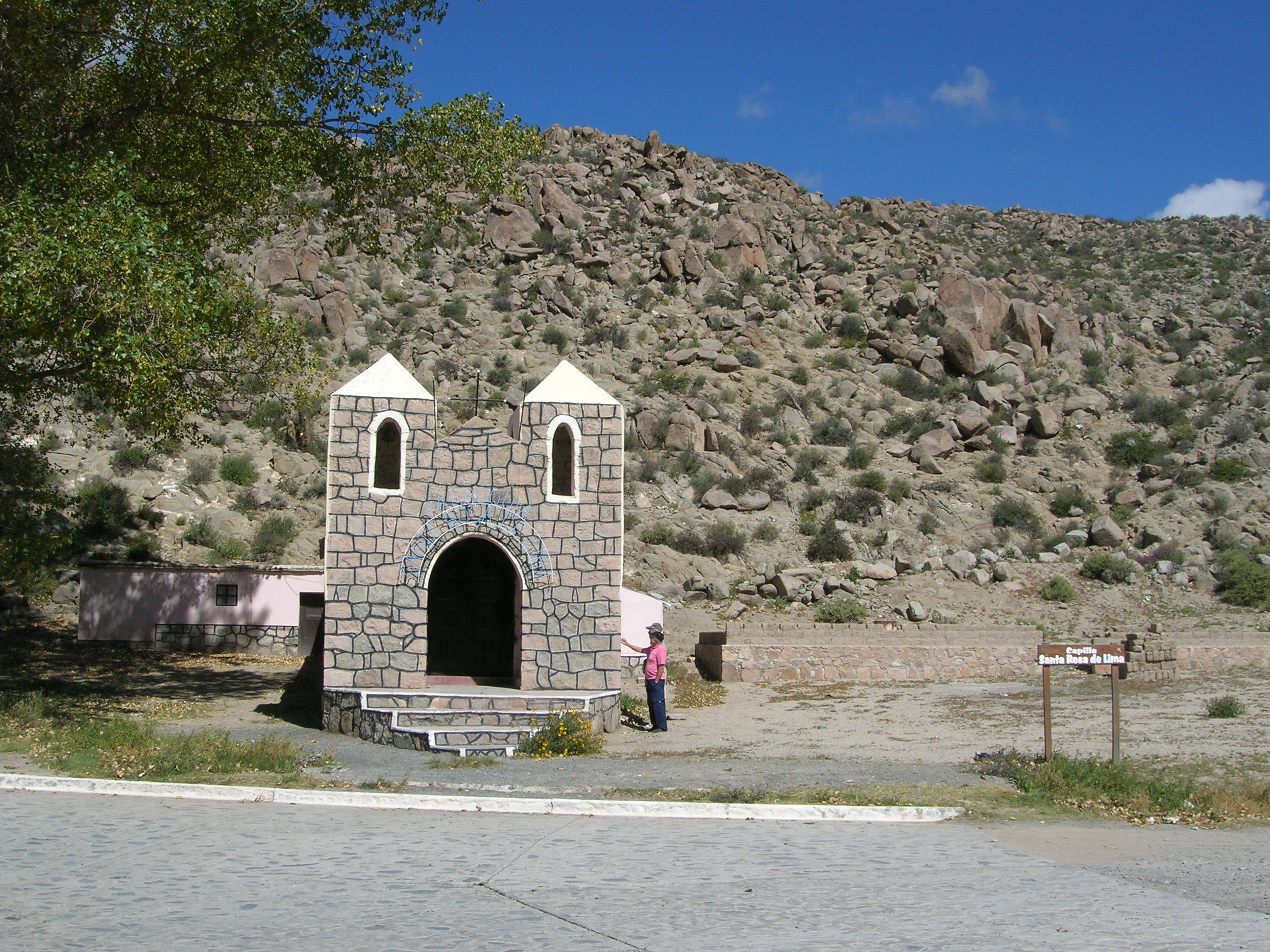
Església de Santa Rosa de Tastil
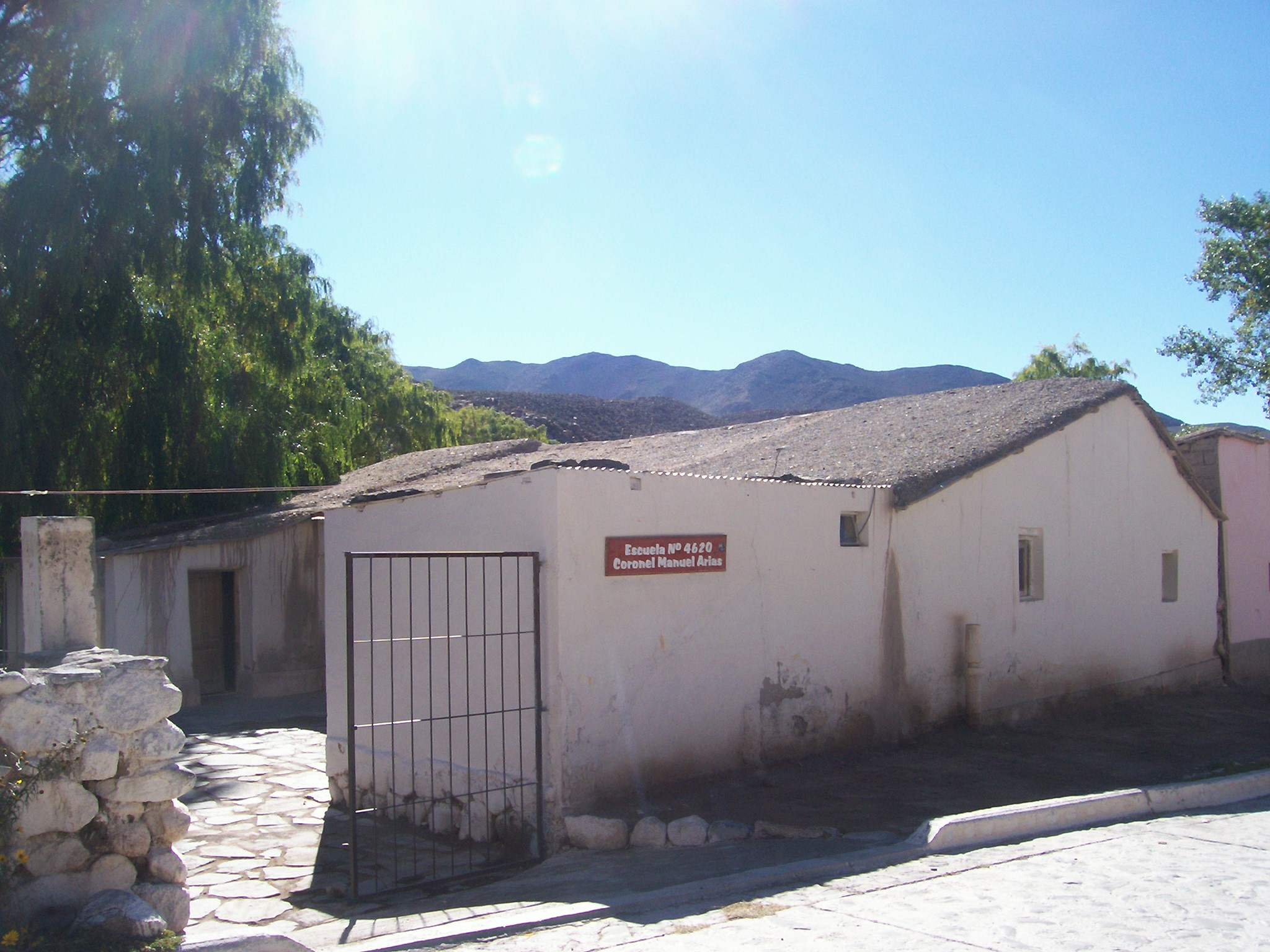
Escola de Santa Rosa de Tastil
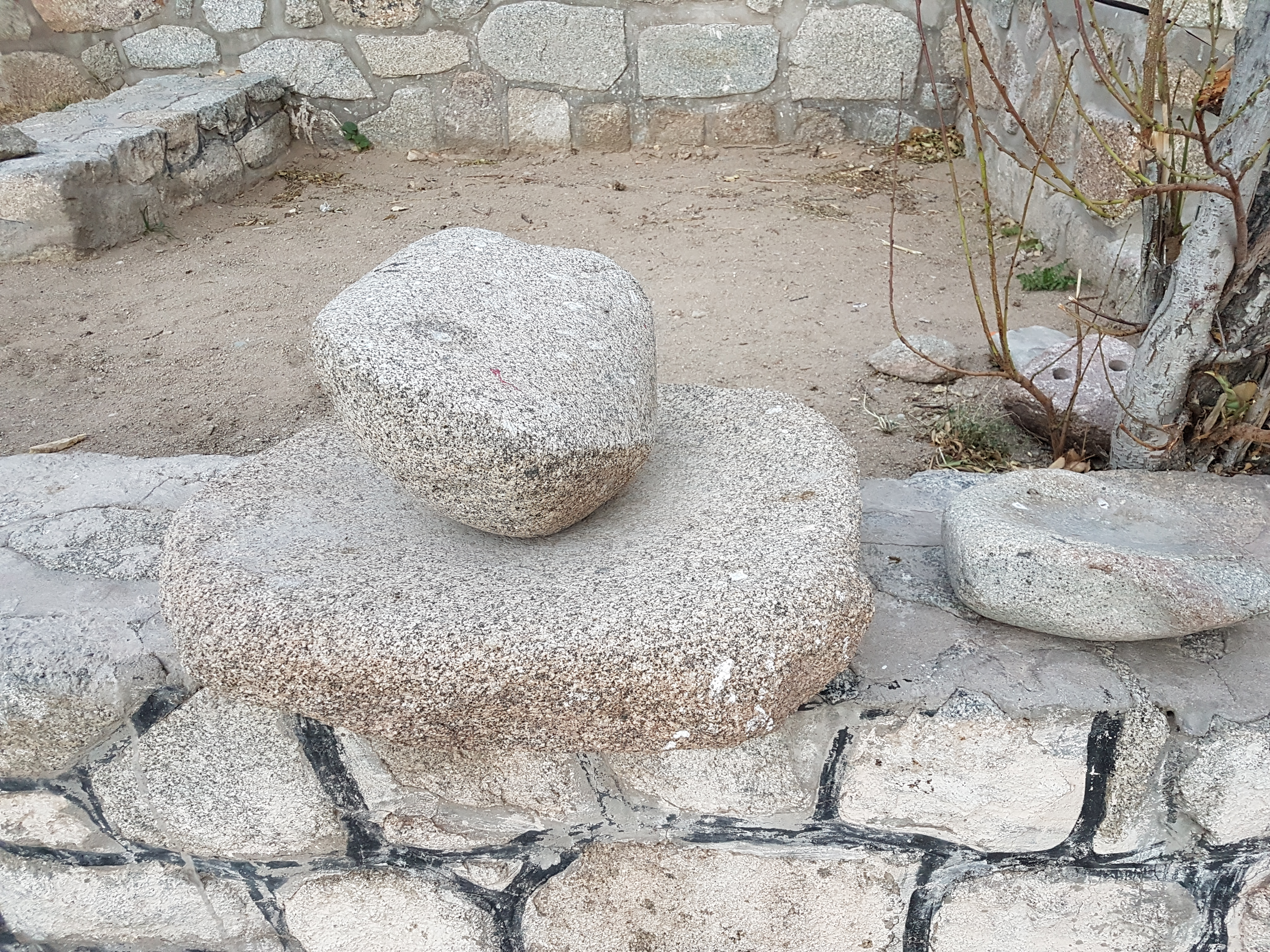
Morter. Museu de Santa Rosa de Tastil

## El poble tastil
Al municipi de Campo Quijano, Departament Rosario de Lerma de la província de Salta, es troben 10 comunitats del poble tastil que afirmen descendir dels antics habitants de Tastil. La majoria d'elles es troben en la quebrada del Toro i van començar a organitzar-se el 2000, restablint la seva identitat cultural diferenciant-se del poble kolla.